# Hit Me Hard and Soft
Hit Me Hard and Soft là album phòng thu thứ ba của ca sĩ kiêm sáng tác nhạc người Mỹ Billie Eilish, phát hành ngày 17 tháng 5 năm 2024 bởi Darkroom và Interscope Records. Sau thành công về mặt chuyên môn lẫn thương mại của album trước Happier Than Ever (2021), Eilish thực hiện một số dự án âm nhạc khác như phát hành bất ngờ đĩa mở rộng thứ hai Guitar Songs (2022) và tham gia vào nhạc phim của bộ phim năm 2023 Barbie với "What Was I Made For?", bản nhạc sau đó thắng giải Oscar cho Bài hát gốc xuất sắc nhất. Eilish đồng sáng tác Hit Me Hard and Soft với anh trai và cũng là cộng sự quen thuộc của cô Finneas O'Connell, người cũng chịu trách nhiệm sản xuất toàn bộ album. Đây là một bản thu âm alt-pop và bedroom pop, trong đó nội dung ca từ đề cập đến những giai đoạn khác nhau trong tình yêu và việc học hỏi, vượt qua và tìm thấy sự an ủi từ những nỗi đau. Ngày 19 và 22 tháng 5, nữ ca sĩ phát hành những phiên bản tách giọng hát, slowed & reverb, và sped up của album trên các nền tảng nhạc số.
Sau khi phát hành, Hit Me Hard and Soft nhận được những phản ứng tích cực từ các nhà phê bình âm nhạc, trong đó họ đánh giá cao phần sản xuất, chất lượng những sáng tác và chất giọng của Eilish. Ngoài ra, đĩa nhạc cũng nhận được sáu đề cử giải Grammy tại lễ trao giải thường niên lần thứ 67, bao gồm Album của năm và Album giọng pop xuất sắc nhất. Album cũng gặt hái những thành công vượt trội về mặt thương mại khi đứng đầu các bảng xếp hạng tại hơn 25 quốc gia, bao gồm Úc, Canada, Đức, Ireland, New Zealand và Vương quốc Anh, đồng thời lọt vào top 10 ở hầu hết những quốc gia còn lại. Hit Me Hard and Soft ra mắt ở vị trí thứ hai trên bảng xếp hạng Billboard 200 tại Hoa Kỳ với 339,000 đơn vị album tương đương, trở thành album thứ ba của nữ ca sĩ vươn đến top 5 và là đĩa nhạc có doanh số tuần đầu lớn nhất của cô tại đây. Theo Liên đoàn Công nghiệp ghi âm Quốc tế (IPFI), đây là album bán chạy thứ hai trên toàn cầu trong năm 2024, cũng như đứng thứ hai về doanh số đĩa than và thứ năm về lượt phát trực tuyến.
Bốn đĩa đơn đã được phát hành từ Hit Me Hard and Soft, và tất cả mười bản nhạc từ album đều vươn đến top 40 trên bảng xếp hạng Billboard Hot 100. Hai đĩa đơn đầu tiên "Lunch" và "Birds of a Feather" lọt vào top 10 ở nhiều thị trường nổi bật, trong đó "Birds of a Feather" trở thành một trong những bản nhạc được phát trực tuyến nhiều nhất năm trên toàn thế giới và được đề cử ba giải Grammy ở hạng mục Thu âm của năm, Bài hát của năm và Trình diễn đơn ca pop xuất sắc nhất. Hai đĩa đơn còn lại "Chihiro" và "Wildflower" cũng gặt hái thành công tương đối trên toàn cầu. Để quảng bá album, Eilish trình diễn trên nhiều chương trình truyền hình và lễ trao giải lớn, như Saturday Night Live, The Late Show with Stephen Colbert, Lễ bế mạc Thế vận hội Mùa hè 2024 và giải Grammy lần thứ 67, cũng như thực hiện chuyến lưu diễn Hit Me Hard and Soft: The Tour (2024-25). Hit Me Hard and Soft đã lọt vào danh sách những album xuất sắc nhất năm của nhiều tổ chức âm nhạc, bao gồm Billboard, The New York Times và Rolling Stone.

## Danh sách bài hát
Tất cả các ca khúc được viết bởi Billie Eilish O'Connell và Finneas O'Connell..
| Hit Me Hard and Soft – Phiên bản tiêu chuẩn | Hit Me Hard and Soft – Phiên bản tiêu chuẩn | Hit Me Hard and Soft – Phiên bản tiêu chuẩn |
| STT                                         | Nhan đề                                     | Thời lượng                                  |
| ------------------------------------------- | ------------------------------------------- | ------------------------------------------- |
| 1.                                          | "Skinny"                                    | 3:39                                        |
| 2.                                          | "Lunch"                                     | 3:00                                        |
| 3.                                          | "Chihiro"                                   | 5:03                                        |
| 4.                                          | "Birds of a Feather"                        | 3:30                                        |
| 5.                                          | "Wildflower"                                | 4:21                                        |
| 6.                                          | "The Greatest"                              | 4:53                                        |
| 7.                                          | "L'Amour de Ma Vie"                         | 5:33                                        |
| 8.                                          | "The Diner"                                 | 3:06                                        |
| 9.                                          | "Bittersuite"                               | 4:58                                        |
| 10.                                         | "Blue"                                      | 5:43                                        |
| Tổng thời lượng:                            | Tổng thời lượng:                            | 43:45                                       |

## Xếp hạng
| Bảng xếp hạng (2024–2025)                        | Vị trí cao nhất |
| ------------------------------------------------ | --------------- |
| Album Argentina (CAPIF)                          | 1               |
| Album Úc (ARIA)                                  | 1               |
| Album Áo (Ö3 Austria)                            | 1               |
| Album Bỉ (Ultratop Vlaanderen)                   | 1               |
| Album Bỉ (Ultratop Wallonie)                     | 1               |
| Album Canada (Billboard)                         | 1               |
| Album Croatia Quốc tế (HDU)                      | 2               |
| Album Cộng hòa Séc (ČNS IFPI)                    | 1               |
| Album Đan Mạch (Hitlisten)                       | 1               |
| Album Hà Lan (Album Top 100)                     | 1               |
| Album Phần Lan (Suomen virallinen lista)         | 1               |
| Album Pháp (SNEP)                                | 1               |
| Album Đức (Offizielle Top 100)                   | 1               |
| Album Hy Lạp (IFPI)                              | 2               |
| Album Hungaria (MAHASZ)                          | 1               |
| Album Iceland (Tónlistinn)                       | 1               |
| Album Ireland (OCC)                              | 1               |
| Album Ý (FIMI)                                   | 2               |
| Album Nhật Bản (Oricon)                          | 12              |
| Album Nhật Bản (Billboard Japan)                 | 15              |
| Album Lithuania (AGATA)                          | 1               |
| Album New Zealand (RMNZ)                         | 1               |
| Album Nigeria (TurnTable)                        | 49              |
| Album Na Uy (VG-lista)                           | 1               |
| Album Ba Lan (ZPAV)                              | 1               |
| Album Bồ Đào Nha (AFP)                           | 1               |
| Album Scotland (OCC)                             | 1               |
| Album Slovakia (ČNS IFPI)                        | 1               |
| Album Tây Ban Nha (PROMUSICAE)                   | 1               |
| Album Thụy Điển (Sverigetopplistan)              | 1               |
| Album Thụy Sĩ (Schweizer Hitparade)              | 1               |
| Album Anh Quốc (OCC)                             | 1               |
| Album Hoa Kỳ Billboard 200                       | 2               |
| Hoa Kỳ Top Rock & Alternative Albums (Billboard) | 1               |

| Bảng xếp hạng (2024)    | Vị trí cao nhất |
| ----------------------- | --------------- |
| Album Nhật Bản (Oricon) | 40              |

| Bảng xếp hạng (2024)                             | Vị trí |
| ------------------------------------------------ | ------ |
| Album Úc (ARIA)                                  | 2      |
| Album Áo (Ö3 Austria)                            | 2      |
| Album Bỉ (Ultratop Flanders)                     | 2      |
| Album Bỉ (Ultratop Wallonia)                     | 1      |
| Album Canada (Billboard)                         | 13     |
| Album Đan Mạch (Hitlisten)                       | 3      |
| Album Hà Lan (Album Top 100)                     | 2      |
| Album Pháp (SNEP)                                | 4      |
| Album Đức (Offizielle Top 100)                   | 2      |
| Album Toàn cầu (IFPI)                            | 2      |
| Album Hungaria (MAHASZ)                          | 7      |
| Album Iceland (Tónlistinn)                       | 2      |
| Album Ý (FIMI)                                   | 23     |
| Album New Zealand (RMNZ)                         | 2      |
| Album Ba Lan (ZPAV)                              | 2      |
| Album Bồ Đào Nha (AFP)                           | 2      |
| Album Tây Ban Nha (PROMUSICAE)                   | 11     |
| Album Thụy Điển (Sverigetopplistan)              | 3      |
| Album Thụy Sĩ (Schweizer Hitparade)              | 2      |
| Album Anh Quốc (OCC)                             | 5      |
| Hoa Kỳ Billboard 200                             | 11     |
| Hoa Kỳ Top Rock & Alternative Albums (Billboard) | 3      |

## Chứng nhận
| Quốc gia                                                    | Chứng nhận  | Số đơn vị/doanh số chứng nhận |
| ----------------------------------------------------------- | ----------- | ----------------------------- |
| Úc (ARIA)                                                   | Bạch kim    | 70.000‡                       |
| Áo (IFPI Áo)                                                | Bạch kim    | 15.000‡                       |
| Canada (Music Canada)                                       | 2× Bạch kim | 160.000‡                      |
| Đan Mạch (IFPI Đan Mạch)                                    | 2× Bạch kim | 40.000‡                       |
| Pháp (SNEP)                                                 | 2× Bạch kim | 200.000‡                      |
| Đức (BVMI)                                                  | Bạch kim    | 200.000‡                      |
| Iceland (FHF)                                               | —           | 3,606                         |
| Ý (FIMI)                                                    | Bạch kim    | 50.000‡                       |
| New Zealand (RMNZ)                                          | 2× Bạch kim | 30.000‡                       |
| Ba Lan (ZPAV)                                               | 3× Bạch kim | 60.000‡                       |
| Bồ Đào Nha (AFP)                                            | Bạch kim    | 15.000^                       |
| Tây Ban Nha (PROMUSICAE)                                    | Vàng        | 20.000‡                       |
| Thụy Sĩ (IFPI)                                              | Vàng        | 10.000‡                       |
| Anh Quốc (BPI)                                              | Bạch kim    | 300.000‡                      |
| Hoa Kỳ (RIAA)                                               | 2× Bạch kim | 2.000.000‡                    |
| ‡ Chứng nhận dựa theo doanh số tiêu thụ và phát trực tuyến. |             |                               |

## Lịch sử phát hành
| Khu vực | Ngày              | Định dạng                            | Phiên bản               | Hãng đĩa            | Ct.           |
| ------- | ----------------- | ------------------------------------ | ----------------------- | ------------------- | ------------- |
| Nhiều   | 17 tháng 5, 2024  | Cassette CD tải nhạc số streaming LP | Tiêu chuẩn              | Darkroom Interscope | [ 74 ]        |
| Hoa Kỳ  | 19 tháng 5, 2024  | Tải nhạc số                          | Tách giọng hát          | Darkroom Interscope | [ 75 ]        |
| Hoa Kỳ  | 22 tháng 5, 2024  | Tải nhạc số                          | slowed & reverb sped up | Darkroom Interscope | [ 76 ] [ 77 ] |
| Nhiều   | 29 tháng 11, 2024 | LP                                   | Tách giọng hát          | Darkroom Interscope | [ 78 ]        |